# Марк Вініцій (консул-суфект 19 року до н. е.)
Марк Вініцій (50 рік до н. е. — 13 рік н. е.) — політичний та військовий діяч ранньої Римської імперії, консул-суфект 19 року до н. е., член колегії квіндецемвирів.

## Життєпис
Походив з роду вершників Вініціїв. Син Марка Вініція. Народився у м. Кали у Кампанії. Був другом імператора Октавіана Августа. У 26 році до н. е. став імператорським легатом—пропретором в Кудлатій Галлії. На цій посаді активно протидіяв альпійським галльським племенам, змусивши їх визнати залежність від Риму. У 25 році до н. е. перейшов через Рейн, помстившися германцям за вбивство римських купців. Тут спустошив багато районів й з успіхом повернувся назад. У 18—12 роки до н. е. отримав керування над провінцією Ахайя. У 19 році до н. е. став консулом-суфектом.
У 14 році до н. е. був призначений намісником провінції Ілірик. Тоді ж розпочав підкорення Паннонії. Воно тривало з 14 до 9 року до н. е. У 13 році до н. е. став проконсулом Македонії, а Марк Віпсаній Агріппа — отримав провінцію Ілірик. Після цього Вініцій з Македонії рушив проти паннонців, дійшов до ріки Дунай. Тут він розбив даків та бастарнів. Після цього захопив Дарданію й підкорив амантинів і скордисків.
У 11—10 допомагав Луцію Доміцію Агенобарбу придушувати повстання у Фракії. Протягом 9 року до н. е. Марк Вініцій здійснював безперервні рейди до Далмації, Панонії, Фракії, Мезії, ставши першим римлянином, хто перебрався через Дунай.
З 3 до 1 року до н. е. знаходився у військовому таборі біля рік Дунай та Сава, у Аквінка. Звідси воював з племенами боїв та маркоманами, завдавши їм значного удару. також підкорив землі Панонійської низині, приєднавши землі біля озера Балатон.
У 1 році н. е. став намісником провінцій Кудлата Галлія, Германія та Реція, отримавши у розпорядження 5 легіонів. На цій посаді розбив та підкорив плем'я херусків, за що у 4 році отримав тріумфальні відзнаки.
По поверненню до Риму вів приватне життя.

## Родина
- Публій Вініцій, консул 2 року.